# Brunettia iota
Brunettia iota är en tvåvingeart som beskrevs av Quate 1967. Brunettia iota ingår i släktet Brunettia och familjen fjärilsmyggor. Inga underarter finns listade i Catalogue of Life.